# C.J. Lewis
C.J. Lewis (nascido Steven James Lewis, 1 de fevereiro de 1967) é um cantor de reggae britânico. Seu principal hit foi a versão cover de "Sweets for My Sweet", de 1994. A faixa foi produzida por Phillip Pottinger (também conhecido como Phillip Leo), bem como seu álbum de estreia, Dollars (UK #44). Os vocais foram realizados por Samantha Depasois, uma vocalista britânica que também cantou nas faixas "Everything is Alright (Uptight)" e "Best of My Love". Pottinger co-escreveu em Dollars, incluindo "Dollars" (UK #34) e R to the A (UK #34).

## Discografia

### Álbuns
- Dollars (Universal Records, 1994)
- Rough 'n' Smooth (Black Market, 1996)
- Non Stop C.J. (Universal/Polygram, 2002)
- Ki-Se-Ki: Cover Hits 2008 (Universal Japan, 2008)[3]

### Singles
- "Sweets for My Sweet" (1994) UK #3[4]
- "Everything is Alright (Uptight)" (1994) UK #10
- "Best of My Love" (1994) UK #13
- "Dollars" (1994) UK #34
- R to the A (1995) UK #34[1]